# TJ Kirk
Thomas James "TJ" Kirk III (tidigare känd under namnet Terroja Lee Kincaid) är en amerikansk Youtubepersonlighet, bloggare och författare som är mest känd för sina ofta satiriska och samhällskritiska Youtube videor under namnet "The Amazing Atheist".

## Biografi
Thomas James Kirk III föddes den 20 februari 1985 i Pasadena Kalifornien som son till företagsägaren Thomas James Kirk Jr. Vid sexton års ålder hoppade Kirk av skolan och försökte istället finna yrke som författare. I november 2006 började Kirk att lägga ut videor på Youtube med hjälp av den yngre brodern Scotty.
Kirk har ett antal gånger under sina Youtube videor nämnt att han och hans bror Scotty under deras uppväxt skulle ha blivit psykiskt misshandlade av sin far.
Hemsidan Watchmojo har även beskrivit Kirk som en av de mest kontroversiella Youtube-personligheterna.